# Howard Quayle
Robert Howard Quayle (ur. 1967?) – polityk Wyspy Man (dependencja korony brytyjskiej), szef ministrów od 4 października 2016. 
Po raz pierwszy wybrany do parlamentu wyspy Man w 2011. Od 2014 do 2016 pełnił funkcję ministra zdrowia i opieki społecznej. Ponownie wybrany w skład House of Keys w okręgu (shedding) Middle w wyborach z sierpnia 2016. Nie należy do żadnej partii.
Jest żonaty z Lorraine, z którą ma trójkę dzieci.